# Columna de Alejandro
La columna de Alejandro (en ruso: Алекса́ндровская коло́нна, Aleksándrovskaya kolonna), también conocida como columna Alejandrina (en ruso: Александри́йская коло́нна, Aleksandríyskaya kolonna) es una columna monumental rusa erigida en 1834 en el centro de la plaza del Palacio de San Petersburgo en memoria del emperador Alejandro I, que había gobernado Rusia entre 1801 y 1825. Fue erigida para conmemorar la victoria rusa en la guerra contra la invasión francesa de los ejércitos de Napoleón.

## Columna

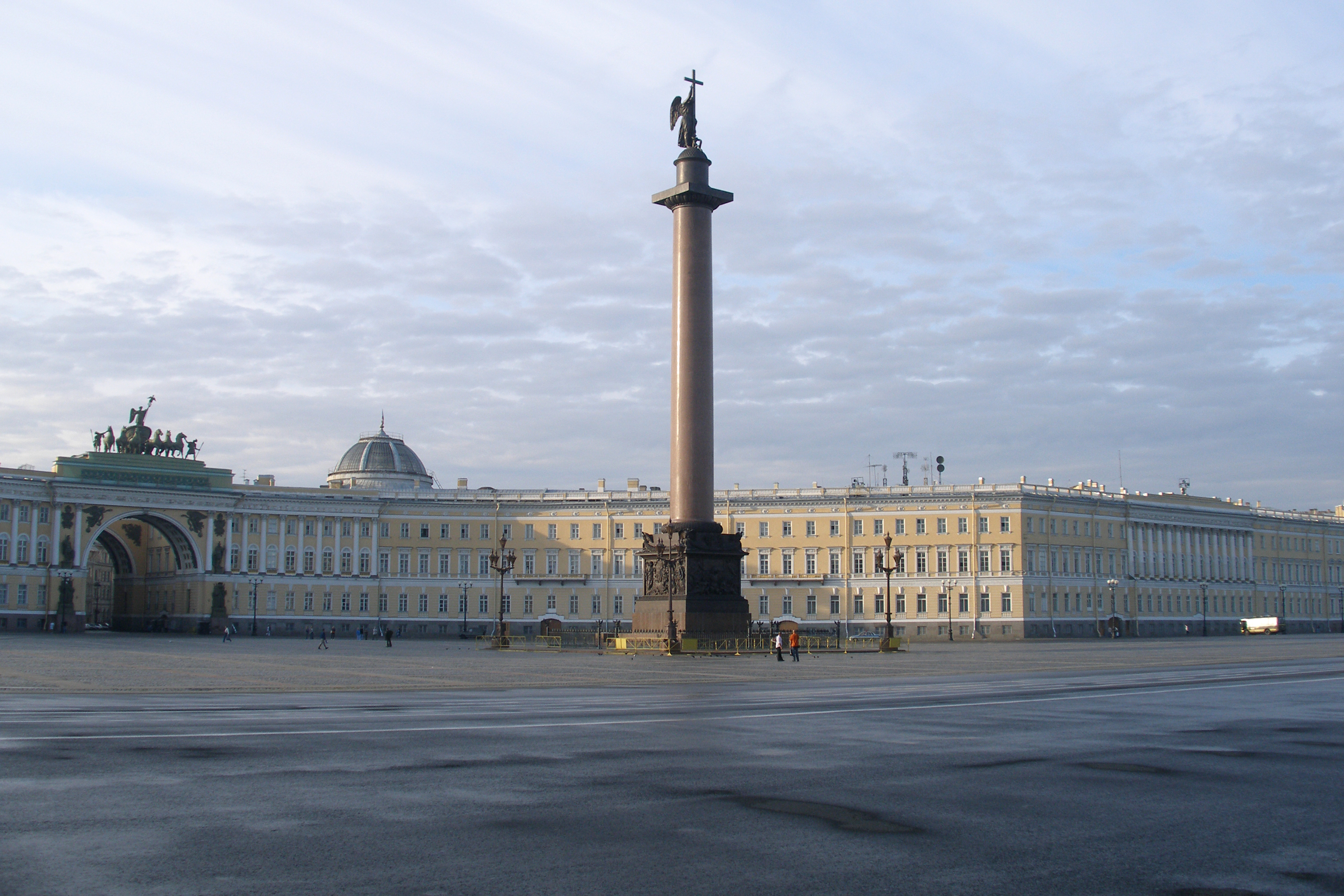
La columna de Alejandro en la Plaza del Palacio.

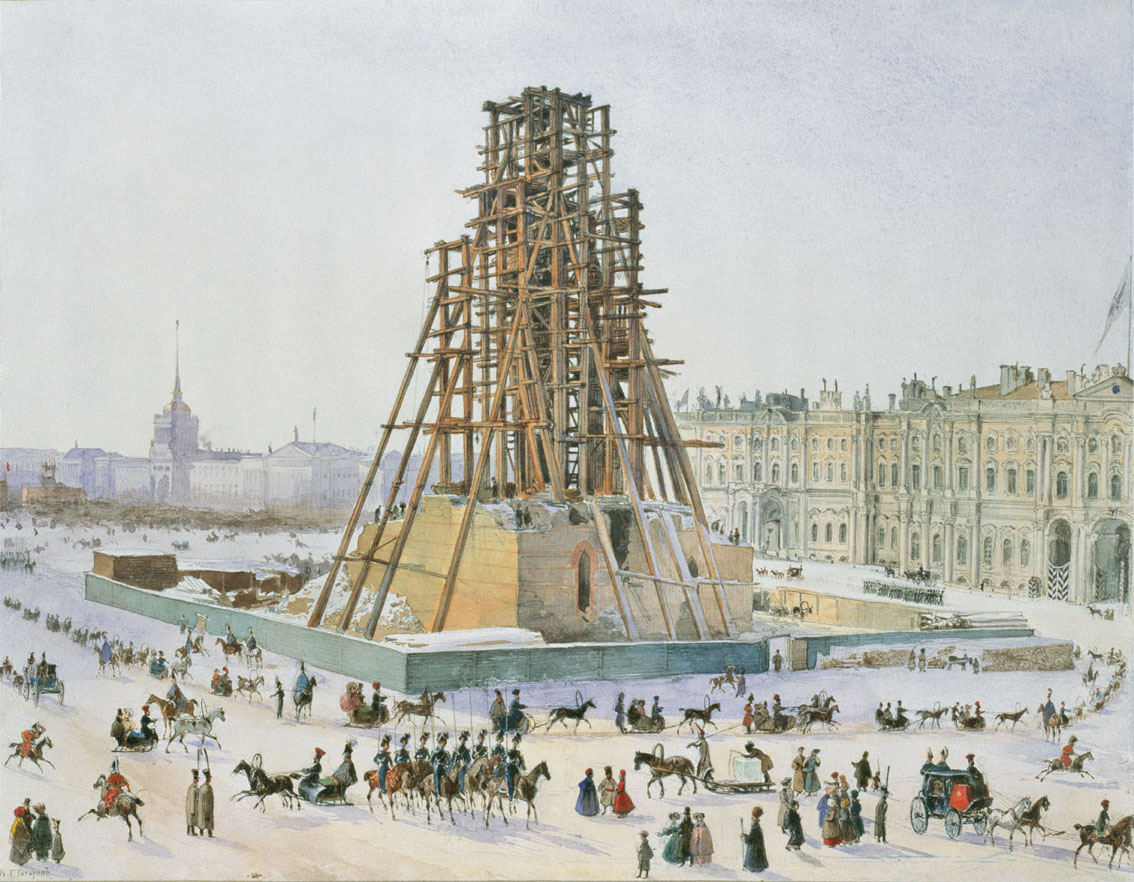
"La columna de Alejandro en andamio" (1832-1834), por Grigori Gagarin.

La columna de Alejandro fue diseñada por el arquitecto francés Auguste de Montferrand. Se construyó entre 1830 y 1834, y fue revelada el 30 de agosto de 1834. El monumento tiene una altura de cuarenta y siete metros y medio, el más alto de su tipo en el mundo, y está culminado por una estatua de un ángel llevando una cruz, realizada por el escultor ruso Borís Orlovski, y su fisonomía guarda un notable parecido con la del emperador Alejandro I. La construcción de los cimientos y los andamiajes de la columna así como la técnica del levantamiento y colocación sobre el pedestal fue ideada por el ingeniero español Agustín de Betancourt. Dicha técnica ya fue empleada con anterioridad por Betancourt en la construcción de la catedral de San Isaac cuyas columnas también están realizadas de una única pieza.
La columna está realizada a partir de un trozo singular de granito rojo de unos veinticinco metros y medio de longitud y aproximadamente tres metros y medio de diámetro. El monolito de granito fue extraído en Virolahti, Finlandia, y trasladado a San Petersburgo por barco en 1832, en una barcaza diseñada específicamente para esta tarea. Sin la ayuda de modernas grúas ni máquinas de ingeniería, la columna, que pesa seiscientas toneladas, fue levantada en menos de dos horas por tres mil hombres bajo la orientación de William Handyside, y está colocada tan perfectamente que no necesita ningún accesorio en la base.

## Pedestal

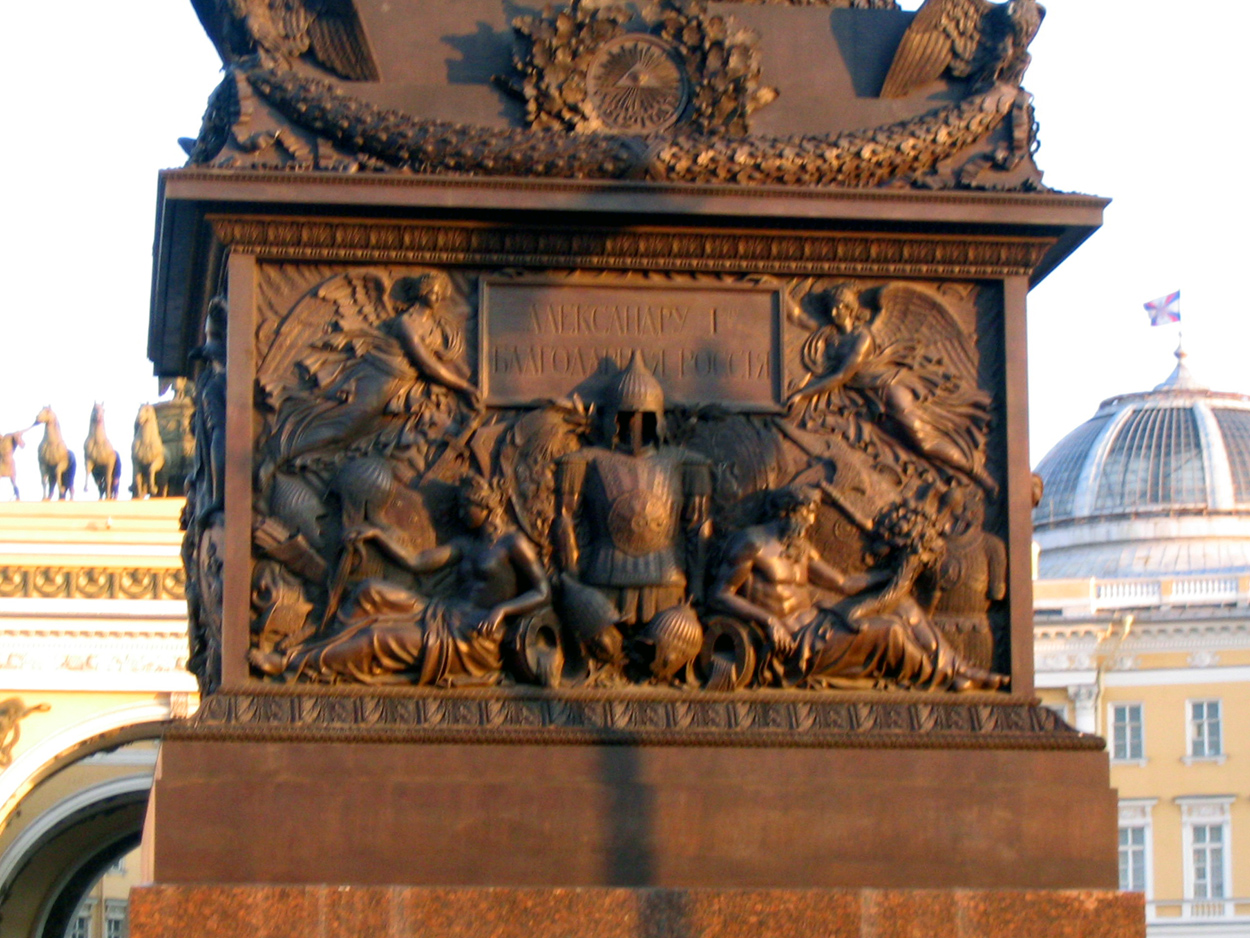
Decoración del pedestal

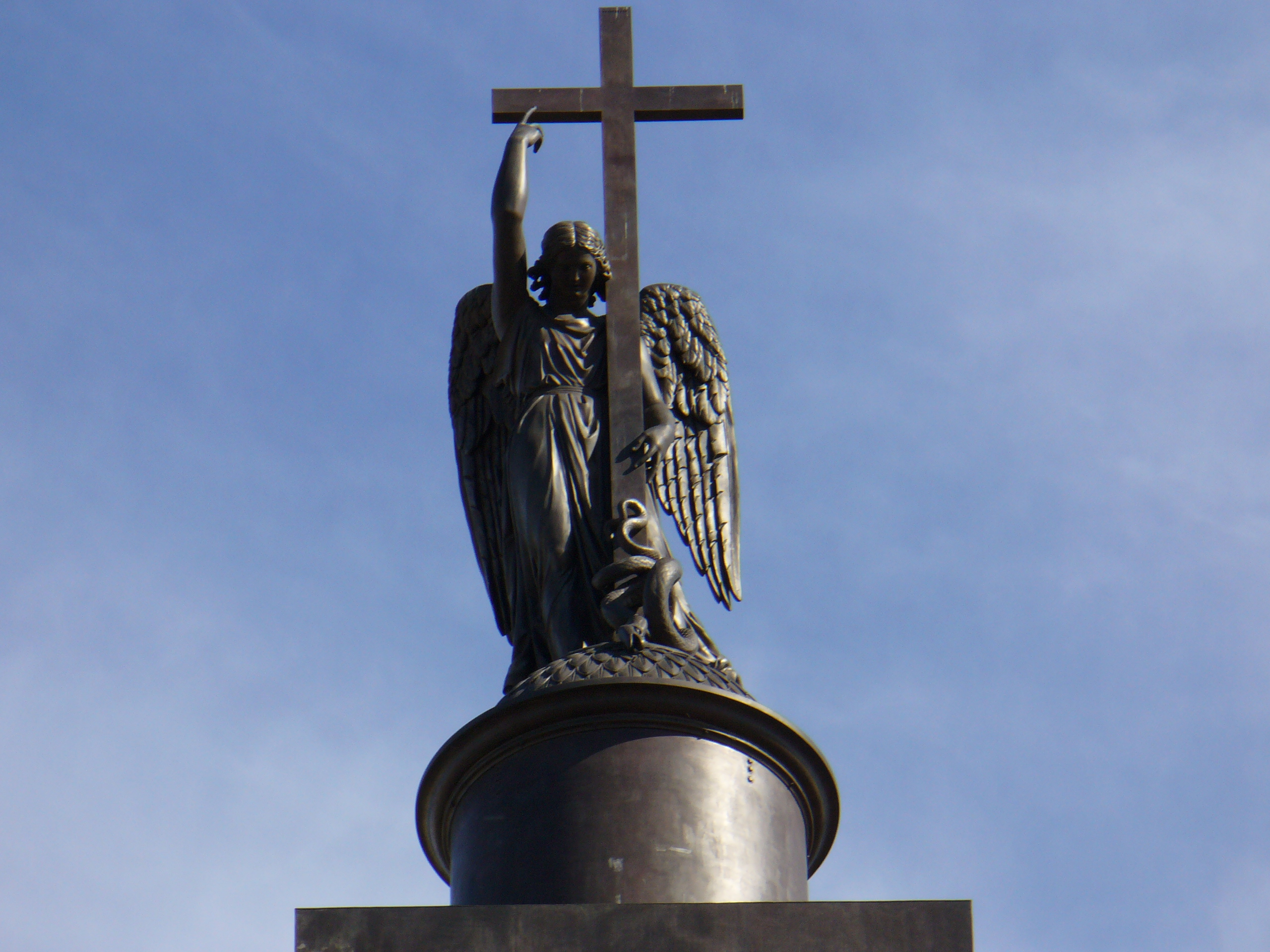
La estatua del ángel con la cruz

El pedestal de la columna está adornado con símbolos de gloria militar, diseñados por Giovanni Battista Scotti. En el lado del pedestal que está frente al palacio de Invierno luce un bajorrelieve que muestra unas figuras aladas que llevan una placa con la inscripción «Para Alejandro I de una Rusia agradecida». La composición incluye figuras que representan los ríos Niemen y Vistula, relacionados con los acontecimientos de la Guerra Patriótica. Flanqueando estas figuras hay descripciones de antiguas armaduras rusas - el escudo de Príncipe Oleg de Nóvgorod, el yelmo de Alejandro Nevski, el peto del emperador Alejandro I, la cota de malla de Yermak Timoféyevich y otras piezas que recuerdan héroes antiguos cuyas hazañas marciales llevaron la gloria a Rusia.
Los otros tres lados están adornados con bajorrelieves que representan figuras alegóricas que representan la Sabiduría y Abundancia, Justicia y Misericordia, Paz y Victoria (este último llevando un escudo donde pueden verse las fechas 1812, 1813 y 1814). Estas composiciones están acompañadas de símbolos militares de la Antigua Roma y la armadura rusa. 
Varios artistas participaron en la realización de pedestal; los bosquejos para los bajorrelieves fueron producidos por Auguste de Montferrand, quien coordinó la escala de sus composiciones con las formas monumentales del monumento; los paneles fueron diseñados al tamaño planeado por el artista Giovanni Battista Scotti; los modelos fueron producidos por los escultores Piotr Svintsov y Ivan Lepee, y los embellecimientos ornamentales por el escultor Yevgueni Balin. La fundición del bronce fue llevada a cabo en la fábrica de Charles Baird en San Petersburgo.

## Anecdotario

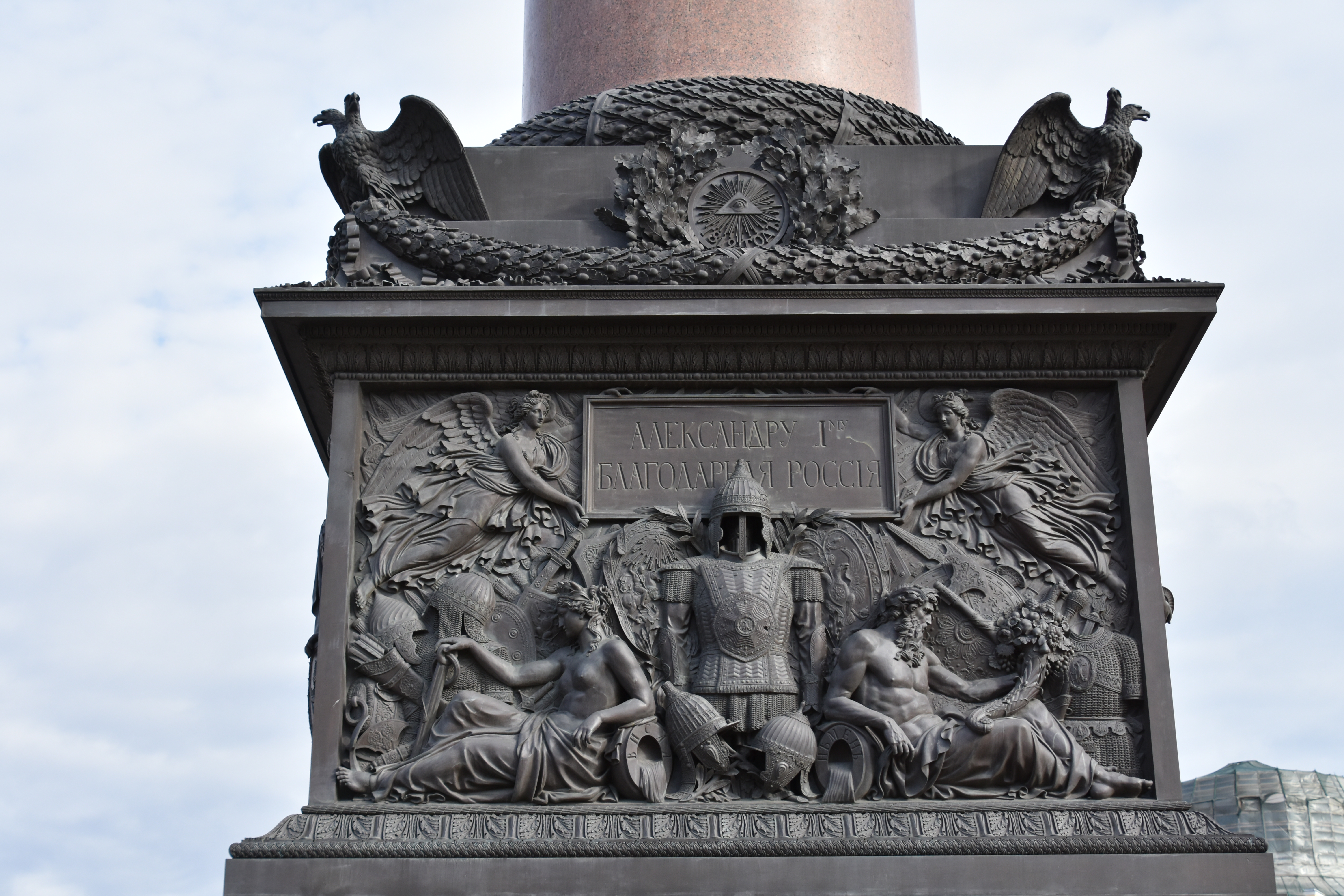
Base de la Columna de Alejandro.

En 1952, según algunos informes recientes, las autoridades de la Unión Soviética planearon en secreto reemplazar la estatua del ángel con una estatua de Iósif Stalin. Un cercado de hierro histórico situado alrededor de la columna fue demolido durante el período soviético y restablecido en 2002.